# 천황제 폐지론
천황제 폐지론(일본어: 天皇制廃止論 덴노세이하이시론[*])은 일본에서 천황제를 폐지해야 한다는 주장이다.

## 역사
천황제 폐지 주장은 다이쇼 데모크라시라 불리는 일본의 자유민권운동 기간 당시 군주제 폐지 운동의 일환으로 처음 등장하였다. 진보주의 세력 일부가 공화주의를 주장한 것이 시초이다. 그러나 1930년대 이후 군부가 득세하면서 극단적인 천황주의가 대두됨에 따라 공화주의 세력은 크게 탄압받았다. 이후 제2차 세계대전에서 일본이 패하고 연합군의 점령이 시작되자 일부에서는 쇼와 천황의 전쟁책임을 언급하며 천황제의 폐지 혹은 쇼와 천황의 사퇴를 요구하고 나섰다. 하지만 냉전이 도래하고 한국 전쟁이 발발하자 연합군의 점령정책은 비군사화와 민주화에서 반공기지의 교두보로 수정되었고 자민당 보수 정권이 수립되면서 이런 주장은 소수 의견으로 위축되었다.

## 종류

### 쇼와 천황의 전쟁 책임 추궁
제2차 세계대전 패전 직후에서부터 1960년대까지 비교적 널리 공감이 된 주장이다. 일본 제국 당시 군의 통수권자였던 쇼와 천황이 패전에 대한 궁극적 책임이 있다는 주장으로 오스트레일리아, 중화민국, 소련 등 제2차 세계 대전 당시 연합국의 일원들에 의해 강력히 주장되기도 했다.
그러나 일본의 극심한 반발을 우려한 맥 아더는 천황을 이용하는 편이 통치에 더 수월하다고 생각하여 끝내 쇼와 천황을 기소하지 않았다. 쇼와 천황의 전쟁책임을 추궁하는 주장은 다시 둘로 나뉘는데 천황제 자체를 비판하는 쪽과 쇼와 천황 개인에게 책임이 있다고 주장하는 쪽이다.

### 법적 평등 및인권운동의 일환
현행 헌법에 따르면 법 앞에서는 만인이 평등하고 주권은 국민에게 있다. 하지만 아직도 황실이 존재하는 것은 법 앞에서의 평등에 위배되는 것이 아닌가라는 견해이다.

### 봉건 신분제의 잔재에 대한 반발
일본뿐만 아니라 보편적 군주국에서 흔히 거론되는 군주제 폐지론의 일환이다. 군주제 자체가 신분제 사회의 잔재임으로 현대의 민주국가에서는 어울리지 않다는 견해이다.

### 종교적 관점에서의 천황제 폐지론
역사적으로 일본 천황은 신토와 밀접한 관련이 있어 왔다. 그런 천황이 일본의 사실상의 국가원수라는 것은 종교적 관점에서 볼때 현대의 민주국가와 어울리지 않는다는 견해이다.

## 저명한 천황제 폐지론자
- 가리야 데쓰
- 난바 다이스케
- 미야모토 겐지
- 마루야마 마사오
- 아미노 요시히코
- 오에 겐자부로
- 나카자와 케이지

## 같이 보기
- 일본인민공화국 헌법 초안